# لمیر (اردبیل)
لمیر یک روستا در ایران است که در استان اردبیل واقع شده‌است.